# Couvent des Capucins d'Évreux

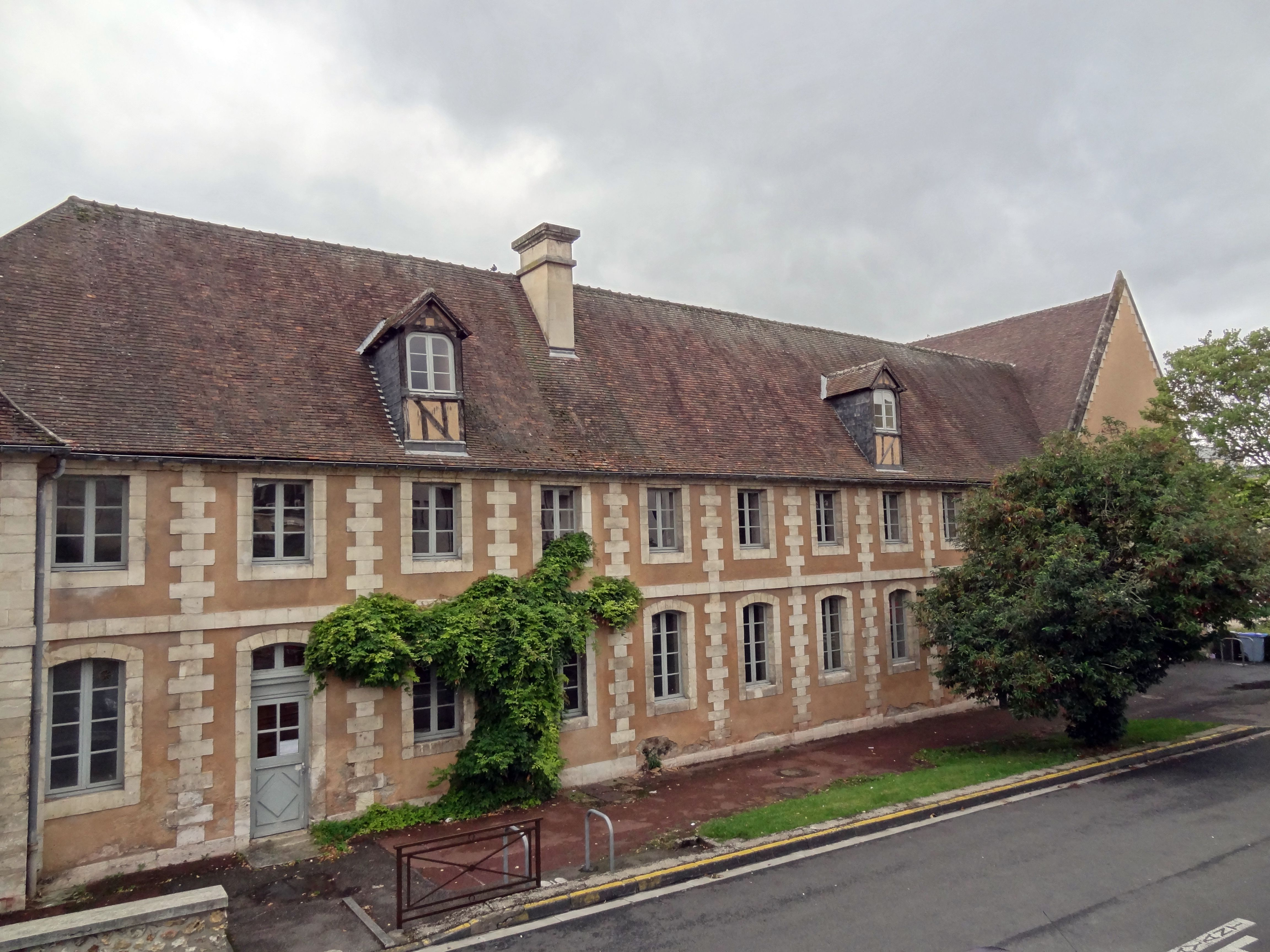
Couvent des capucin d’Évreux vu de l’extérieur depuis la rue de Pannette

Le couvent des Capucins est un ancien monastère Franciscains à Évreux en Normandie dans le département de l'Eure. Elle fut tour a tour monastère, prison, lycée et actuellement conservatoire départemental de musique.

## Historique
Situé à l'angle de la rue Jean Jaurès et de la rue de Panette près de la gare Evreux-Normandie, il constitue un joyau d'art classique construit au XVII e siècle afin d'accueillir une communauté de frères capucins, la branche la plus dure et la plus acétique de l'ordre fondé par Saint François D’assise, dont l'idéal de pauvreté se manifeste par le secours aux indigents. Parmi les moines importants, nous pouvons citer saint Yves d'Évreux, missionnaire au Brésil au XVIIe siècle.

## Architecture
Bien que datent du XVII e siècle elle préfigure de loin l'architecture du XVIII e siècle en matière religieuse catholique qui est l'architecture mauriste du nom de congrégation de saint maure est caractérisent les monastères de l’époque moderne comme le monastère bénédictin du Bec Heloin prés de Brionne dans le département de l'Eure.

## Conservatoire de musique d’Évreux
Le conservatoire de musique d’Évreux est un conservatoire à rayonnement départemental formant les enfants, adolescent et adultes au solfège et au différents genres musicaux, principalement la musique classique. Ce conservatoire loge dans le couvent des capucins, reprend la tradition musicale des franciscains, les lieux se prêtent bien au niveau acoustique, aux activités musicales. L'histoire de la musique à Évreux fut particulièrement étudiée par François Neveux, historien normand de l'université de Caen.